# 우베를란지아

우베를란지아의 위치

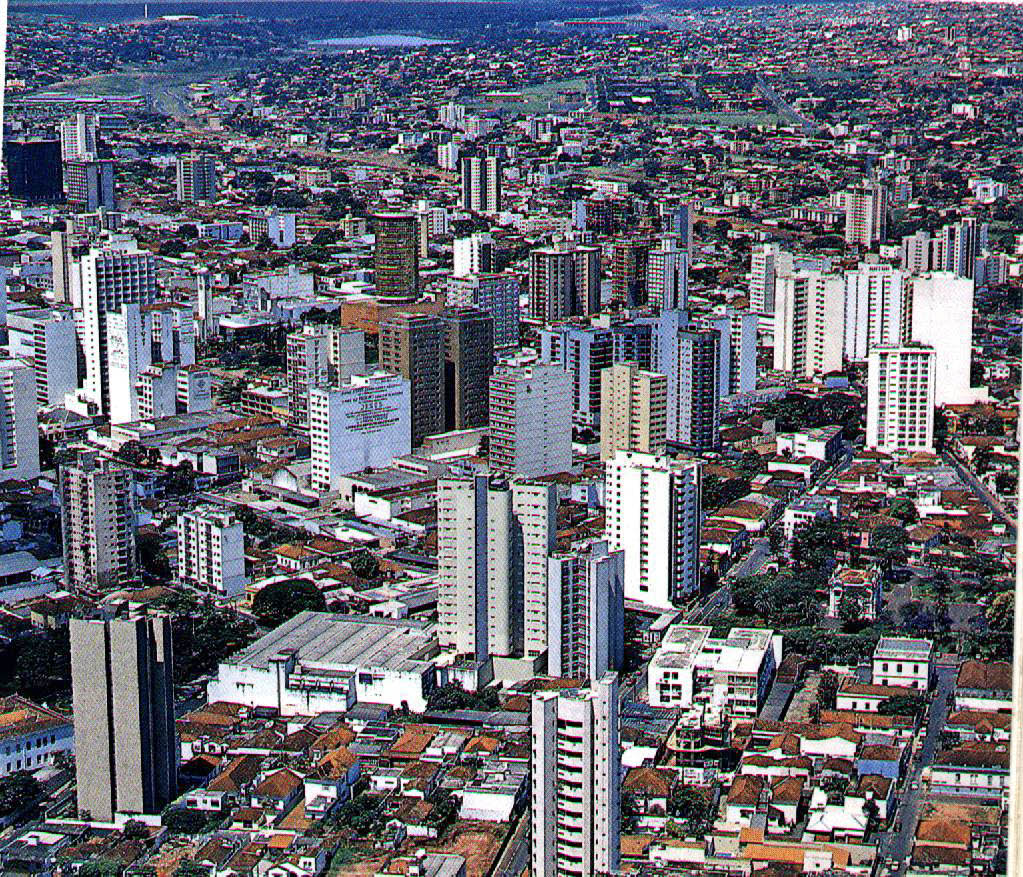
우베를란지아

우베를란지아(포르투갈어: Uberlândia)는 브라질 중부 미나스제라이스주에 있는 도시이다. 인구 622,441(2008).
미나스제라이스 주 서부의 해발 863m 지점에 위치한다. 19세기 후반 설립되었고, 부근의 풍요한 농업 지대를 배경으로 발전하였다. 주변에서 생산되는 면화·옥수수·콩·쇠고기 등의 거래지이며, 이들 가공업이 발달하였다. 미나스제라이스 주에서 주도인 벨루오리존치 다음으로 큰 도시이다.